# El hombre y su noche
El hombre y su noche es una película de Argentina dirigida por Carlos Orgambide sobre su propio guion escrito en colaboración con el guion de Alfredo Lima que se produjo en 1958 pero nunca fue estrenada comercialmente y que tuvo como protagonistas a Eva Donge y Enrique Kossi.

## Comentario
Esta película, que fue filmada en 16 mm fue el primer largometraje dirigido por Orgambide, pero a raíz de problemas surgidos con una editorial de fotonovela que era la principal capitalista, la productora decidió no estrenar el filme.

## Reparto
- Eva Donge
- Enrique Kossi